# Đầm lầy kiềm

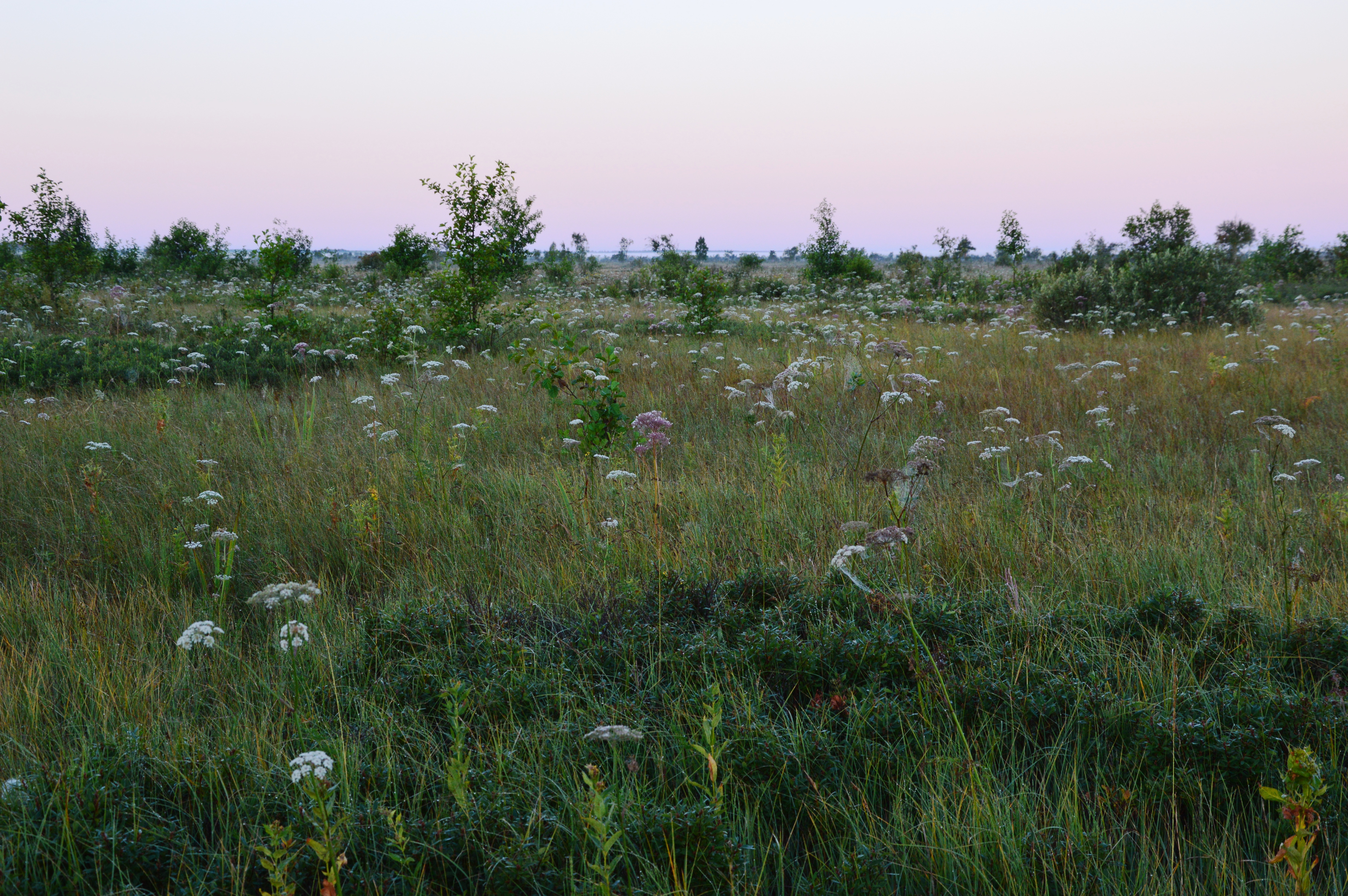
Đầm lầy kiềm Avaste, tây Estonia

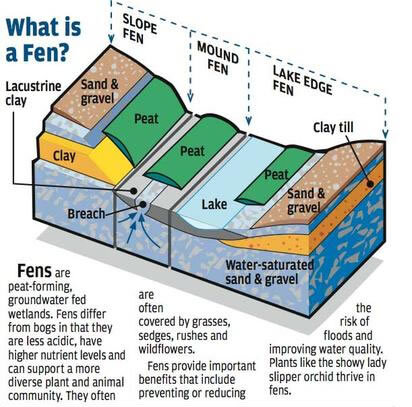

Đầm lầy kiềm hay đầm lầy mặn là một trong những loại chính của đất ngập nước, những loại khác là đầm lầy cỏ, đầm lầy cây thân gỗ và đầm lầy toan. Cùng với đầm lầy toan, đầm lầy kiềm là một loại đầm lầy than bùn. Đầm lầy kiềm là đất than bùn khoáng dưỡng, thường được nuôi bằng nước bề mặt hay nước ngầm giàu khoáng chất. Chúng được đặc trưng bởi hóa học của nước khác biệt, là pH trung hòa hoặc kiềm, với mức khoáng chất hòa tan tương đối cao nhưng ít các chất dinh dưỡng thực vật. Chúng thường bị chi phối bởi các loại cỏ và cói, và thường có rêu nâu nói chung bao gồm Scorpidium hoặc Drepanocladus. Đầm lầy kiềm thường có sự đa dạng cao các loài thực vật khác, bao gồm các loài cây ăn thịt như Pinguicula. Chúng cũng có thể xuất hiện dọc theo các hồ và sông lớn, nơi sự thay đổi theo mùa của mực nước duy trì đất ẩm ướt với một vài cây gỗ. Sự phân bố của các loài thực vật đầm lầy kiềm thường liên quan chặt chẽ đến chế độ nước và hàm lượng dinh dưỡng.
Đầm lầy kiềm có một tập hợp các loài thực vật đặc trưng, đôi khi cung cấp các chỉ số tốt nhất về điều kiện môi trường. Ví dụ: các loài chỉ thị đầm lầy kiềm ở bang New York bao gồm Carex flava, Cladium mariscoides, Potentilla fructicosa, Pogonia ophioglossoides và Parnassia glauca.
Đầm lầy kiềm được phân biệt với đầm lầy toan là loại đầm lầy than bùn có tính axit, ít khoáng chất và thường bị chi phối bởi các loài cói và cây bụi, cùng với rêu từ chi Sphagnum. Đầm lầy toan cũng có xu hướng tồn tại trên các vùng đất hình mái vòm, nơi chúng nhận được gần như tất cả độ ẩm thường có của chúng từ giáng thủy (mưa, tuyết), trong khi đó đầm lầy kiềm xuất hiện trên các sườn dốc, mặt phẳng hoặc vùng trũng và được nuôi dưỡng bởi nước mặt và nước ngầm cùng với nước mưa và tuyết.
Các đầm lầy kiềm đã bị tổn hại trong quá khứ do tiêu thoát nước và do bị cắt than bùn. Một số hiện đang được phục hồi cẩn thận với các phương pháp quản lý hiện đại. Những thách thức chính là khôi phục chế độ dòng chảy tự nhiên, duy trì chất lượng nước và ngăn chặn sự xâm lấn của cây gỗ.

## Thảm thực vật
Carr là tương đương Bắc Âu của đầm lầy cây thân gỗ ở đông nam Hoa Kỳ, còn được biết đến tại Vương quốc Anh như là rừng thưa ẩm ướt. Nó là một loại đầm lầy kiềm với các loài cây gỗ nói chung nhỏ như liễu (Salix spp.) hoặc tống quán sủ (Alnus spp.) mọc tràn lan. Nói chung, các đầm lầy kiềm có thể thay đổi trong thành phần khi than bùn tích lũy. Do đó, danh sách các loài được tìm thấy trong một đầm lầy kiềm có thể bao gồm một loạt các loài từ những loài còn lại từ giai đoạn trước trong phát triển diễn thái cho tới các loài tiên phong của giai đoạn tiếp theo.
Khi các dòng nước giàu kiềm chảy qua đầm lầy toan, chúng thường được lót bởi các dải đầm lầy kiềm, chia tách các "đảo" đầm lầy toan được nuôi dưỡng bằng nước mưa.
Lũ lụt tạm thời do hải ly gây ra có thể có tác động tiêu cực đến các đầm lầy kiềm.

## Sử dụng thuật ngữ trong văn học
Shakespeare đã sử dụng thuật ngữ "fen-sucked" để mô tả sương mù (nghĩa đen: nổi lên từ đầm lầy) trong vở bi kịch Vua Lia, khi Lia nói "You fen-sucked fogs drawn by the powerful sun"

## Hình ảnh

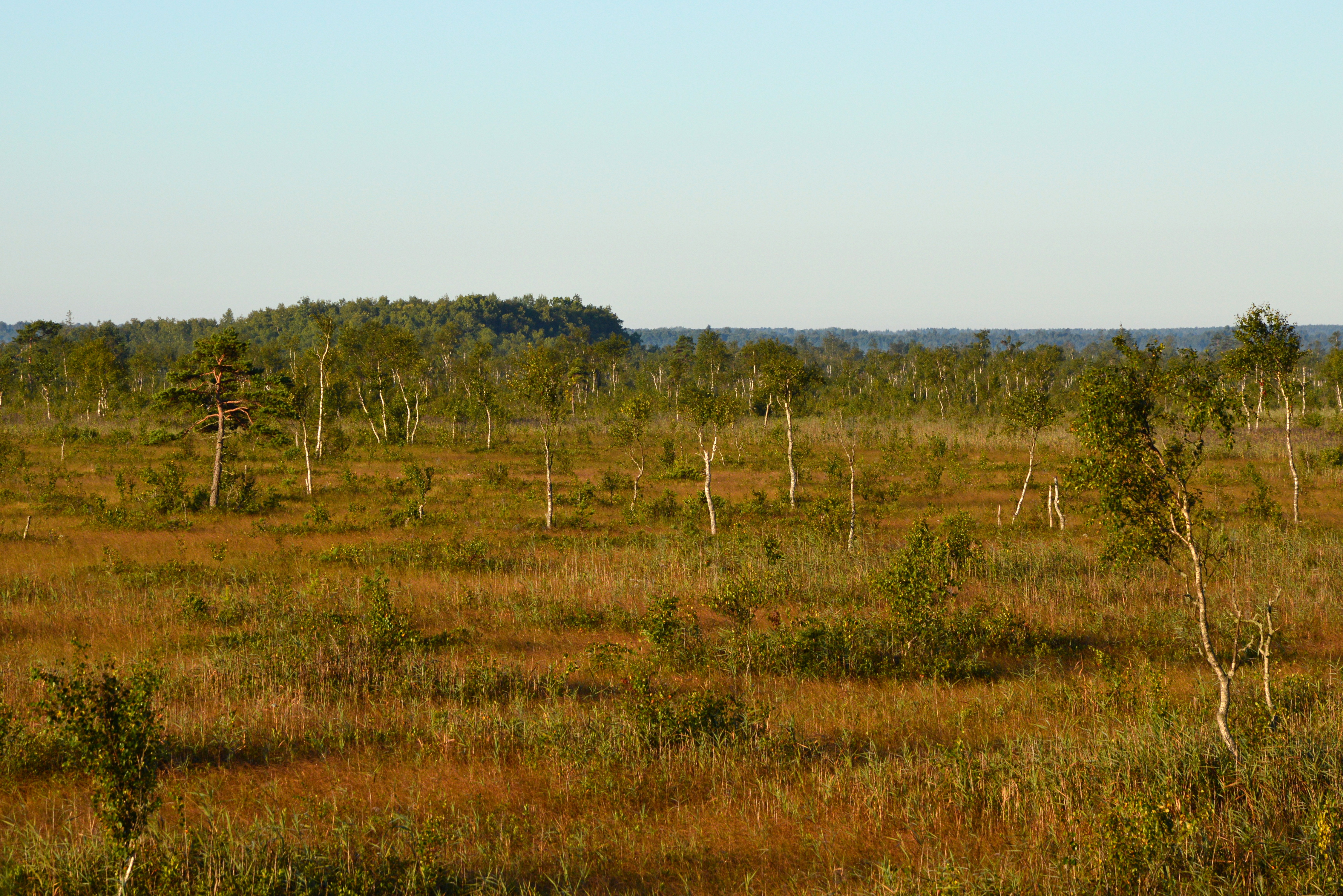
Đầm lầy kiềm Avaste là một trong những đầm lầy kiềm lớn nhất ở Estonia, với diện tích 88 km²
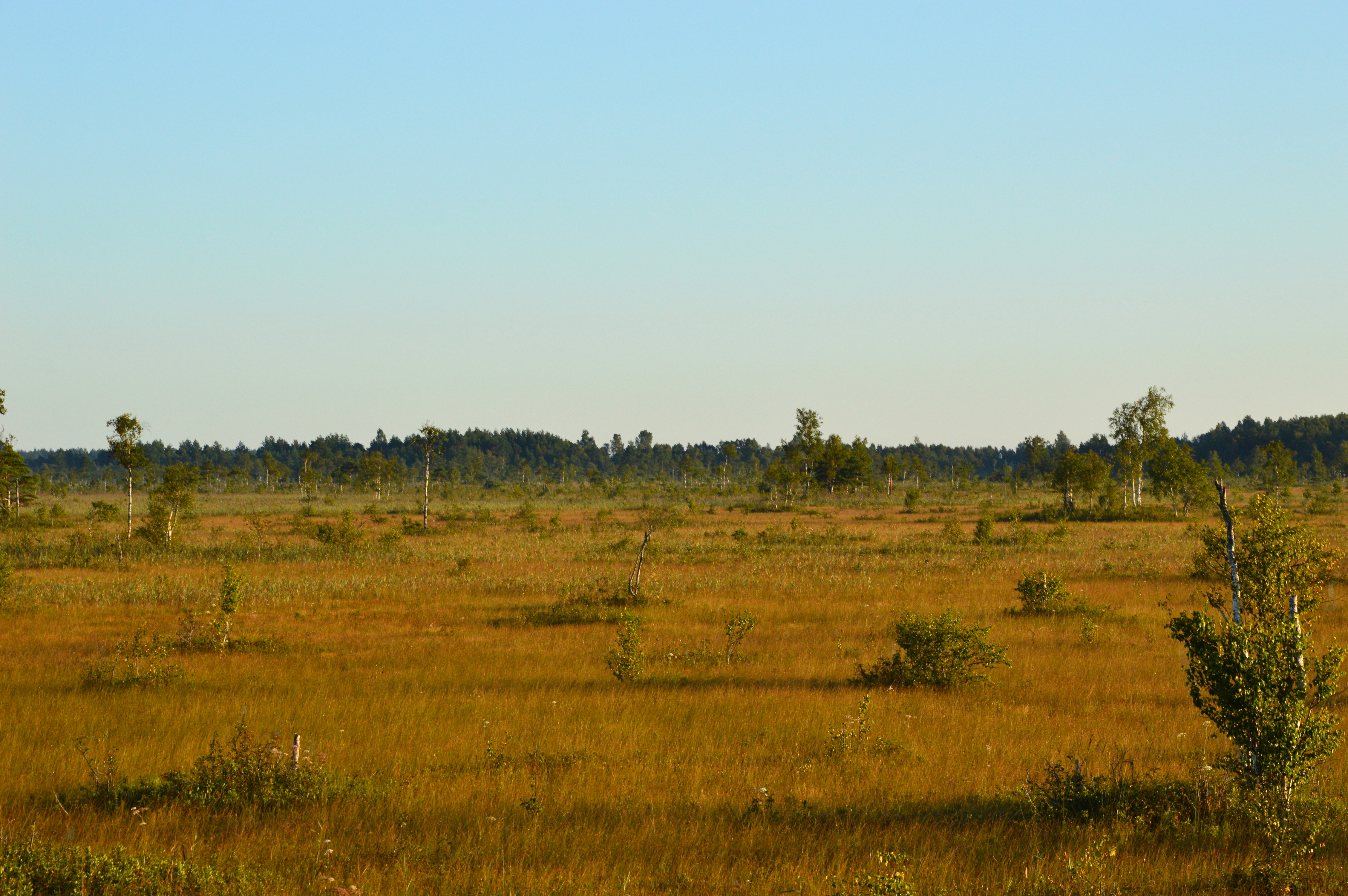
Đầm lầy kiềm Avaste
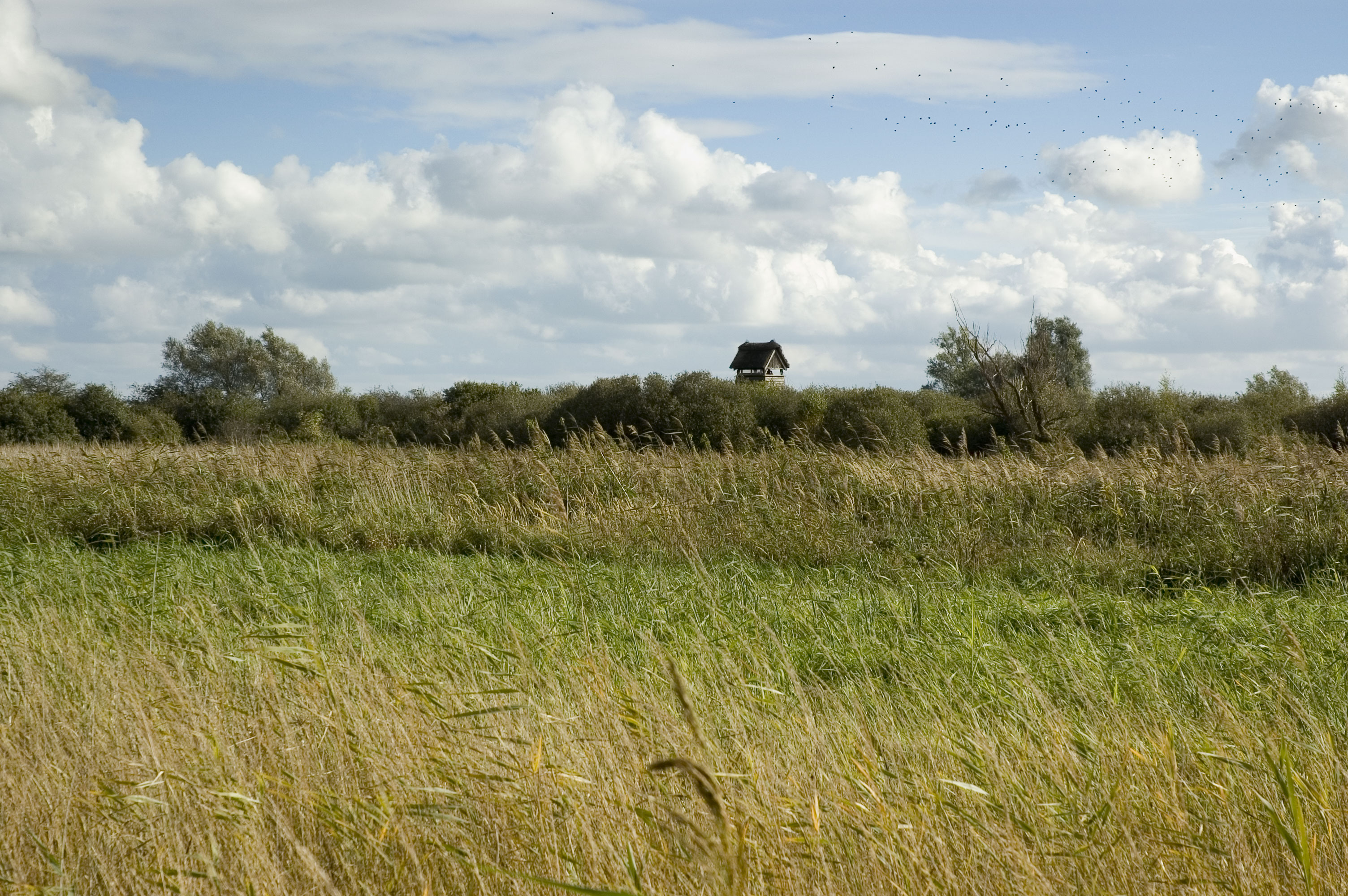
Cảnh quan đầm lầy kiềm Wicken chỉ ra thảm thực vật điển hình của một đầm lầy kiềm ở gần phía trước và thảm thực vật carr đặc trưng là cây gỗ và cây bụi ở xa phía sau.

### Thư viện
- Charlton D. L.; S. Hilts (1989). "Quantitative evaluation of fen ecosystems on the Bruce Peninsula". Trong M. J. Bardecki; N. Patterson (biên tập). Ontario Wetlands: Inertia or Momentum. Toronto, ON: Federation of Ontario Naturalists. tr. 339–354. Proceedings of Conference, Ryerson Polytechnical Institute, Toronto, Oct 21–22, 1988.
- "Linking landscape properties to local hydrogeologic gradients and plant species occurrence in New York fens: a hydrogeologic setting (HGS) framework". Wetlands. Quyển 22 số 4. 2002. tr. 722–737. doi:10.1672/0277-5212(2002)022[0722:LLPTLH]2.0.CO;2. {{Chú thích tạp chí}}: Đã bỏ qua tham số không rõ |authors= (trợ giúp)
- Keddy P. A. (2010). Wetland Ecology: Principles and Conservation (ấn bản thứ 2). Cambridge, UK: Cambridge University Press.
- Reddoch Joyce M.; Allan H. Reddoch (2005). "Consequences of Beaver, Castor canadensis, flooding on a small shore fen in southwestern Quebec". Canadian Field-Naturalist. Quyển 119 số 3. tr. 385–394.
- "Rejecting the mean: estimating the response of fen plant species to environmental factors by non-linear quantile regression". Journal of Vegetation Science. Quyển 16 số 4. 2005. tr. 373–382. doi:10.1111/j.1654-1103.2005.tb02376.x. JSTOR 4096617. {{Chú thích tạp chí}}: Đã bỏ qua tham số không rõ |authors= (trợ giúp)
- Sheail J.; T. C. E. Wells (1983). "The Fenlands of Huntingdonshire, England: a case study in catastrophic change". Trong A. J. P. Gore (biên tập). Mires: Swamp, Bog, Fen and Moor – Regional Studies. Ecosystems of the World. Quyển 4B. Amsterdam, the Netherlands: Elsevier. tr. 375–393. ISBN 9780444420046.
- "Vegetation gradients of minerotrophically rich fens in western Alberta". Canadian Journal of Botany. Quyển 58 số 3. 1980. tr. 330–350. doi:10.1139/b80-034. {{Chú thích tạp chí}}: Đã bỏ qua tham số không rõ |authors= (trợ giúp)
- Wheeler B. D.; K. E. Giller (1982). "Species richness of herbaceous fen vegetation in Broadland, Norfolk in relation to the quantity of above-ground plant material". Journal of Ecology. Quyển 70 số i. tr. 179–200. JSTOR 2259872.